# Arcyophora anubis
Arcyophora anubis är en fjärilsart som beskrevs av Hans Rebel 1948. Arcyophora anubis ingår i släktet Arcyophora och familjen trågspinnare. Inga underarter finns listade i Catalogue of Life.